# Spermophilus musicus
Spermophilus musicus — вид гризунів з родини вивіркових. Ендемік Північного Кавказу (Карачаево-Черкесія і Кабардино-Балкарія, Росія).

## Біоморфологічна характеристика
Довжина тіла від носа до початку хвоста становить 205–240 мм, хвіст 34–50 мм. Колір спини коричнево-сірий з дрібними, нечітко вираженими іржаво-червоно-сірими плямами. Боки світло-коричнево-сірі з жовтим відтінкомм, а голова трохи темніша зі солом'яно-жовтими до коричнево-коричневих щоками й солом'яно-жовтими колами під очима. Черево від білувато-сірого до солом'яно-жовтого. Верхня сторона хвоста також сіро-коричневого кольору, нижня сторона світліша, а іноді червонувата; кінчик хвоста чорний або коричневий, іноді з домішкою білих волосків. Подібна морфологія хромосом, молекулярні й генетичні особливості, а також подібна вокалізація вказують на спорідненість S. musicus із S. pygmaeus; є припущення що S. musicus є підвидом S. pygmaeus.

## Середовище проживання
Знайдений на висотах від 1000 до 3200 метрів н. р. м. Віддавайте перевагу високогірним лукам, пасовищам, а також злаковим і полиновим степам. Також трапляється на крутих схилах з ксерофітною рослинністю, високотравних субальпійських луках, ячмінних полях і водних луках.

## Поведінка
Денний норний рослиноїдний вид. Харчується вегетативними частинами різних рослин, рідко вживає тваринну їжу. Нори не мають вертикальних проходів; більшість нір має просту будову: короткі основні ходи й одна гніздова кімната на глибині 30–40 см під землею. Іноді нори мають довгі проходи з безліччю роздвоєнь, додатковими виходами та однією чи кількома гніздовими кімнатами на глибинах 80–120 см під землею. Через різницю навколишнього середовища в гірських зонах сплячка закінчується в різний час, і відповідно, періоди спаровування, розмноження та розпорошення підлітків відрізняються. У ховрахів, які живуть на висотах 1200—1400 м сплячка закінчується в кінці березня; у ховрахів, які живуть на висотах 2500–3000 м сплячка закінчується на початку травня. Початок зимової сплячки також відрізняється, але залежить ще й від кількості накопиченого жиру. Старі самці й молоді самиці впадають у сплячку раніше, ніж самиці репродуктивного віку. Підлітки впадають у сплячку останніми. На нижчих висотах старі самці впадають у сплячку наприкінці серпня, але молодь активна до кінця вересня. На більших висотах молодь все ще активна до жовтня. Спаровування починається відразу після сплячки. Вагітність становить 22 дні. Розмір виводку — 2–4 дитинчат.

## Загрози й охорона
Можливе погіршення середовища проживання через випас худоби за рахунок збільшення поголів'я худоби. Пересихання джерел води та посуха також загрожують цьому виду.
Ареал включає деякі заповідні території.